# Lampenflora

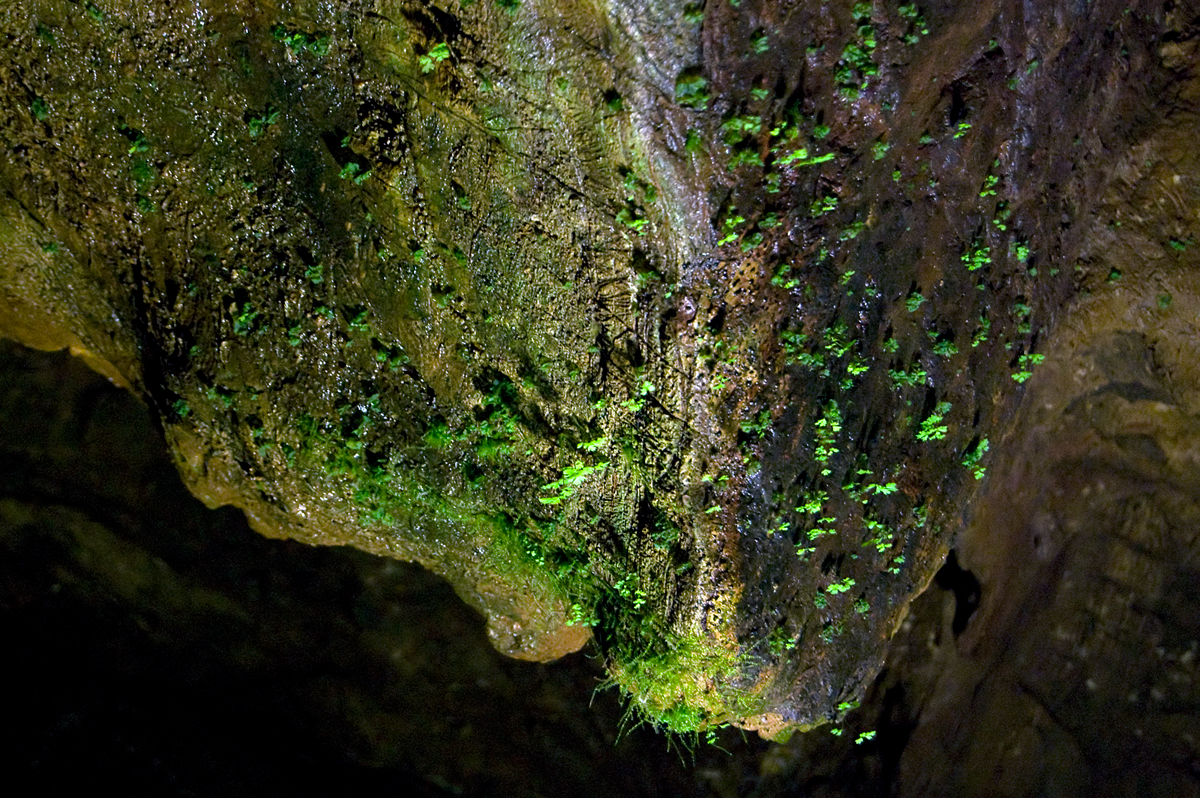
Lampenflora in der Kubacher Kristallhöhle

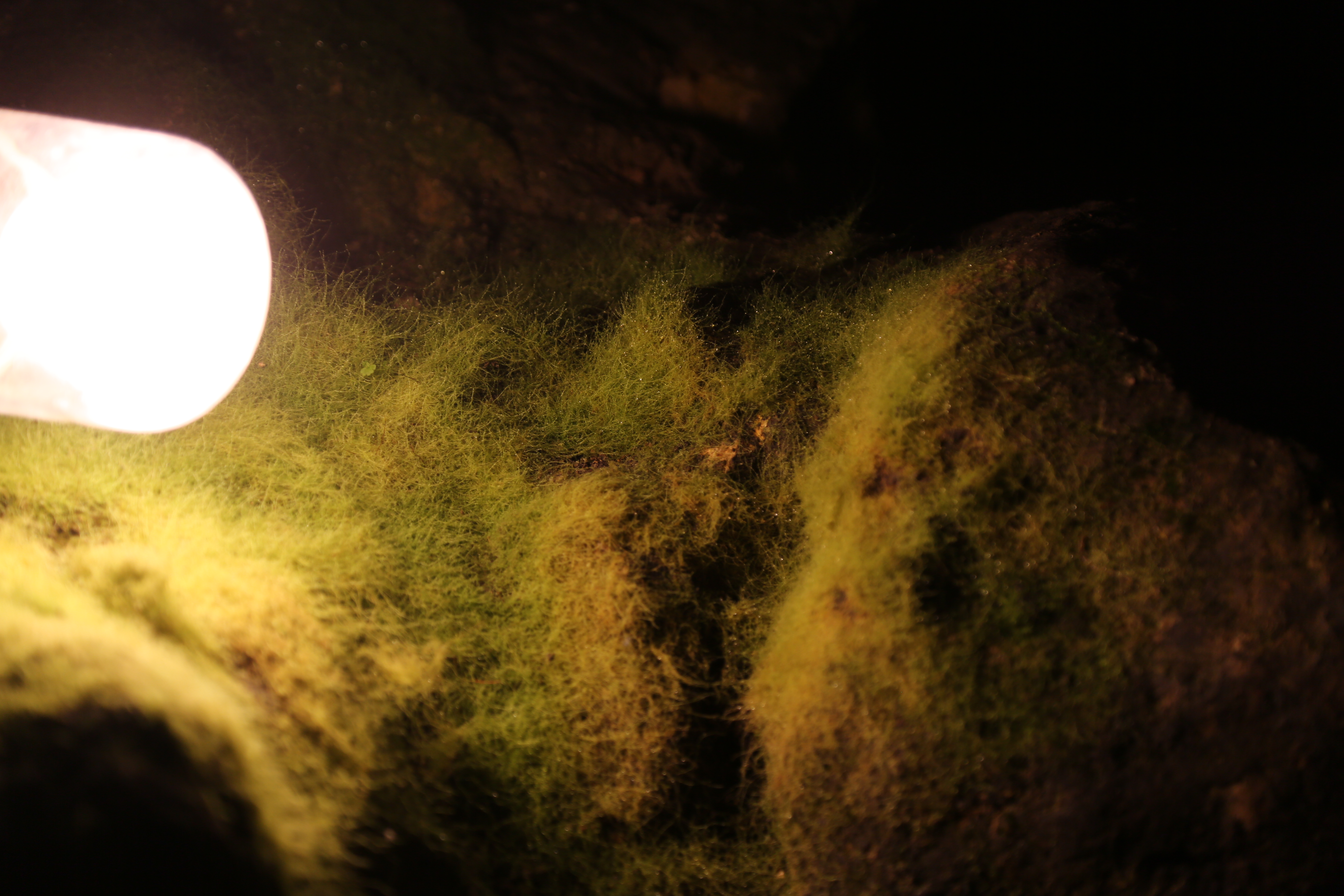
Moose in der UNESCO-Welterbe-Höhle Hohler Fels

Als Lampenflora wird die Gesamtheit aller autotrophen Pflanzen bezeichnet, die sich in natürlichen
oder künstlichen Höhlen im Bereich fest installierter Beleuchtungskörper befinden.
Der Begriff „Lampenflora“ hat sich auch im englischen Sprachraum eingebürgert.

## Arten der Lampenflora
Die bisher beschriebenen Arten der Lampenflora gehören folgenden systematischen Gruppen an:
- Algen – Chlorophyceae, Goldbraune Algen (Chrysophyceae), Kieselalgen (Bacillariophyceae), Cyanophyceae
- Moose – Lebermoose (Hepaticae), Laubmoose (Bryophytha)
- Farne – Arten der Gattungen Streifenfarne (Asplenium), Blasenfarne (Cystopteris), Frauenhaarfarne (Adiantum), u. a.
- Blütenpflanzen – Wechselblättriges Milzkraut (Chrysosplenium alternifolium)[2]; Schwarzer Holunder (Sambucus nigra) aus der Familie der Moschuskrautgewächse (Adoxaceae) wächst seit ca. 1989[3] in der Lurgrotte[4][5] bei Peggau in der Steiermark, bislang ohne Blattwechsel.

## Entstehung der Lampenflora
Die Voraussetzungen für die Entstehung von Lampenflora sind genügend Licht und Feuchtigkeit.
Die Keime, Samen oder Sporen für die Entstehung gelangen durch Luft-, Wassertransport, Tiere oder Menschen in die Höhle.
Der Erstbewuchs der jeweiligen Stellen findet meist durch diverse Algen (Blau-, Grün-, Kieselalgen) statt, die artenspezifische Überzüge über den Wuchsort bilden. Im fortgeschrittenen Stadium können sich Moose und Farne mit einem relativ hohen Artenspektrum bilden.
Im aphotischen (lichtlosen) Teil von Höhlen ist ebenfalls kurzzeitiger Wuchs von photosynthetischen Pflanzen möglich, da durch das Nahrungsdepot des Samens ein beschränktes Wachstum möglich ist. Nach dessen Verbrauch stirbt die Pflanze jedoch.

## Lampenflora als Problem
Lampenflora verursacht in Höhlen verschiedene Probleme: Da die Lampenflora das natürliche Erscheinungsbild einer Höhle verändert, bekommen Besucher von Schauhöhlen einen falschen Eindruck von Höhlen. Lampenflora kommt in nicht touristisch erschlossenen Höhlen nicht vor. Zusätzlich werden durch die Lampenflora schwache Säuren ausgeschieden, die den Kalkstein angreifen und verändern.

## Reduktion von Lampenflora
Zur Reduktion von Lampenflora in Schauhöhlen kann eine angepasste Beleuchtung beitragen, die nur dann leuchtet, wenn die Besucher dies benötigen. Weiterhin kann periodisch die Lampenflora physikalisch oder chemisch entfernt werden. Der Einsatz phytotoxischer Substanzen muss die Integrität von Flora und Fauna innerhalb und außerhalb der Höhle, der Schauhöhlenbesucher und der Höhlenführer berücksichtigen. Auch hat sich herausgestellt, dass sich die Lampenflora durch die fehlende Wärmeentwicklung und das veränderte Lichtspektrum von LED-Leuchten zurückbildet und teilweise verschwindet.